# Cytisanthus radiatus
Cytisanthus radiatus là một loài thực vật có hoa trong họ Đậu. Loài này được (L.) O. F. Lang mô tả khoa học đầu tiên năm 1843.